# Парад планет (роман)
«Парад планет»  — роман українського письменника Євгена Гуцала . Вийшов у 1984 році у видавництві «Радянський письменник». Книга завершує трилогію, до якої також увійшли романи «Позичений чоловік» (1981) та «Приватне життя феномена» (1982).

## Видання
- 1984 рік — видавництво «Радянський письменник»[1].
- 1988 рік — видавництво «Молода гвардія»[2].